# しいの実シアター
しいの実シアター（しいのみシアター）は、島根県松江市にある小劇場である。1995年8月に開場した。客席数108席。

## 概要
旧八雲村（現在、松江市八雲町）と同地域を拠点に活動する劇団あしぶえにより建設された公設民営劇場。
3年に1度、国内外からアマチュア劇団を招待して演劇祭を開催している。
- 1993年7月、八雲村林間劇場整備事業が自治省ふるさとづくり事業に指定
- 1994年6月、建設工事着工
- 1995年3月、八雲村林間劇場設置および管理に関する条例を議決
- 1995年5月、竣工
- 1995年8月、開場

## 受賞歴
- 第5回しまね景観賞 優秀賞（一般建築部門）
- 地域創造 2008年JAFRAアワード（総務大臣賞）